# Crouy-Saint-Pierre
Crouy-Saint-Pierre település Franciaországban, Somme megyében. Lakosainak száma 373 fő (2022. január 1.). Crouy-Saint-Pierre Yzeux, Fourdrinoy, Belloy-sur-Somme, Bourdon, Hangest-sur-Somme, Picquigny és Soues községekkel határos.

## Népesség
A település népességének változása:
| Lakosok száma | 333  | 336  | 340  | 346  | 343  | 340  | 351  | 362  | 373  |
|               | 2013 | 2015 | 2016 | 2017 | 2018 | 2019 | 2020 | 2021 | 2022 |